# گواهینامه رانندگی در آمریکا
در ایالات متحده، گواهینامه رانندگی (انگلیسی: Driver's licenses) توسط قلمروهای ایالات متحده آمریکا، و نه دولت فدرال (به دلیل فدرالیسم)، صادر می‌شود. رانندگان معمولاً ملزم به دریافت گواهینامه از ایالت محل سکونت خود هستند. همه ایالت‌های ایالات متحده و استان‌ها و مناطق کانادا مجوزهای یکدیگر را به رسمیت می‌شناسند. مجوز استفاده از موتورسیکلت نیز وجود دارد. به‌طور کلی حداقل سن ۱۶ سال برای دریافت گواهینامه رانندگی یا موتور سیکلت و ۱۸ سال برای گواهینامه رانندگی تجاری که برای استفاده از وسایل نقلیه بزرگ و سنگین (مثلا اتوبوس و کامیون) یا هر وسیله نقلیه ای، صرف نظر از اندازه، لازم است. یک ایالت همچنین ممکن است امتیاز رانندگی یک فرد را در داخل مرزهای خود به دلیل تخلفات رانندگی تعلیق کند. بسیاری از ایالت‌ها یک سیستم مشترک از کلاس‌های مجوز را به اشتراک می‌گذارند، به استثنای برخی موارد، به عنوان مثال طبقات مجوز تجاری توسط مقررات فدرال با 49 CFR 383 استاندارد شده‌است. بسیاری از مجوزهای رانندگی و کارت‌های شناسایی ارقام کوچکی را در کنار هر فیلد داده نمایش می‌دهند. این مورد توسط استاندارد طراحی انجمن مدیران وسایل نقلیه موتوری آمریکا الزامی است و توسط بسیاری از ایالت‌های ایالات متحده پذیرفته شده‌است. طبق آمار وزارت ترابری ایالات متحده آمریکا، تا سال ۲۰۱۸، تقریباً ۲۲۷ میلیون راننده دارای گواهینامه در ایالات متحده وجود دارد.

## تاریخچه
از آنجایی که تعداد وسایل نقلیه موتوری در ایالات متحده به ده‌ها هزار رسید، دولت‌های ایالتی و محلی قدرت جدیدی را به دست گرفتند: مجوز دادن به وسایل نقلیه و رانندگان. در سال ۱۹۰۱، نیویورک اولین ایالتی بود که اتومبیل را ثبت کرد. در سال ۱۹۱۸، همه ایالت‌های ایالات متحده به پلاک خودرو نیاز داشتند؛ ایالت‌ها در درخواست گواهینامه برای رانندگان کندتر بودند. تنها ۳۹ ایالت آنها را تا سال ۱۹۳۵ صادر کردند و تعداد کمی از آنها نیاز به آزمایش داشتند، علیرغم نگرانی گسترده در مورد رانندگان ناکارآمد. رانندگان اولیه توسط فروشندگان خودرو، خانواده و دوستان یا سازمان‌هایی مانند انجمن مسیحی مردان جوان رانندگی را آموزش می‌دادند. در دهه ۱۹۳۰، بسیاری از دبیرستان‌ها آموزش رانندگی را ارائه می‌دادند.
ماساچوست و میسوری اولین ایالت‌هایی بودند که در سال ۱۹۰۳ به گواهینامه رانندگی نیاز داشتند، اما هیچ آزمونی با گواهینامه وجود نداشت. در سال ۱۹۰۸، هنری فورد مدل T را روانه بازار کرد، اولین خودروی مقرون به صرفه برای بسیاری از آمریکایی‌های طبقه متوسط (در سال ۱۹۱۹، زمانی که میشیگان شروع به صدور گواهینامه رانندگی کرد، فورد اولین خودروی خود را در سن ۵۶ سالگی دریافت کرد). در همان سالی که مدل T شروع به کار کرد، رود آیلند اولین ایالتی شد که هم گواهینامه و هم امتحان رانندگی را الزامی کرد (ماساچوست در سال ۱۹۰۷ یک امتحان راننده را راه اندازی کرد و در سال ۱۹۲۰ شروع به آزمایش برای همه رانندگان دیگر کرد). گواهینامه‌های رانندگی مریلند تا سال ۱۹۸۰ فاقد عکس بودند.

## قوانین گواهینامه رانندگی

محدودیت سنی گواهینامه توسط الزامات ایالات متحده برای دریافت گواهینامه رانندگی محدود توسط ایالت
۱۴ سال و ۳ ماه
۱۵ سال
۱۵ سال و ۶ ماه
۱۶ سال
۱۶ سال و ۳–۴ ماه
۱۶ سال و ۶ ماه
۱۷سال

حداقل سن برای دریافت گواهینامه رانندگی محدود در ایالات متحده از ۱۴ سال، سه ماه در داکوتای جنوبی تا ۱۷ سال در نیوجرسی متغیر است. در اکثر ایالت‌ها، یک قانون صدور گواهینامه فارغ‌التحصیل برای رانندگان نوجوانی که به تازگی گواهینامه دریافت کرده‌اند، با نام‌هایی مانند راننده موقت، اپراتور جوان، راننده آزمایشی یا گواهینامه متوسط اعمال می‌شود. این گواهینامه‌ها برخی از امتیازات رانندگی را محدود می‌کند، مانند اینکه آیا راننده جدید می‌تواند مسافر حمل کند یا خیر، و اگر چنین است چند نفر، و همچنین تعیین مقررات منع رفت و آمد برای رانندگان جوان. به عنوان مثال، رانندگان یوتا که زیر ۱۸ سال دارند، نمی‌توانند افراد خارج از خانواده را در شش ماه اول خود با گواهینامه رانندگی کنند. برخلاف برخی از ایالت‌های استرالیا و برخی از استان‌های کانادا، قوانین صدور مجوز فارغ‌التحصیل به محدودیت‌های سرعت کمتر، نمایش پلاک‌های L و P، محدودیت در یدک‌کشی تریلر یا قایق، یا ممنوعیت رانندگی در بزرگراه‌ها یا استفاده از خودروهای با کارایی بالا نیازی ندارند.
رانندگان زیر ۱۸ سال معمولاً موظفند در یک برنامه آموزش جامع رانندگی چه در دبیرستان خود یا یک مدرسه رانندگی حرفه ای شرکت کنند و قبل از درخواست گواهینامه، تعداد معینی از درس‌های پشت فرمان را با یک مربی رانندگی معتبر بگذرانند. برخی از ایالت‌ها مانند نیویورک همچنین از رانندگان بزرگسال جدید می‌خواهند قبل از درخواست گواهینامه، در برخی از آموزش‌های رانندگی شرکت کنند.
در برخی از ایالت‌ها، همه رانندگان بزرگسالی که به تازگی گواهینامه دریافت کرده‌اند ممکن است برای مدت معینی (معمولاً بین شش ماه تا دو سال) مشروط شوند، که طی آن تخلفات رانندگی مجازات‌های سخت تری یا تعلیق اجباری را در پی دارد که برای رانندگان باتجربه اعمال نمی‌شود.
وزارت حمل و نقل ایالات متحده از همه رانندگان دارای گواهینامه رانندگی تجاری می‌خواهد که هر دو سال یک بار قبل از تمدید، معاینه فیزیکی دوره ای را پشت سر بگذارند و حداقل ۲۱ سال سن داشته باشند تا بتوانند در تجارت بین ایالتی فعالیت کنند یا مواد خطرناکی را حمل کنند که راننده را ملزم به قرار دادن پلاکارد روی آن کند. وسیله نقلیه، اما به ایالت‌ها اجازه می‌دهد برای رانندگان زیر ۲۱ سال گواهینامه رانندگی تجاری صادر کنند، مشروط بر اینکه آنها فقط در خطوط ایالتی (تجارت بین دولتی) فعالیت کنند. همه رانندگانی که وسایل نقلیه موتوری تجاری را که نیازی به گواهینامه رانندگی تجاری در تجارت بین ایالتی ندارند، رانندگی می‌کنند، باید حداقل ۲۱ سال سن داشته باشند و مشمول شرایط بهداشتی مشابه رانندگان با گواهینامه‌های رانندگی تجاری هستند.
در سال ۲۰۱۷، اورگن اولین ایالت در ایالات متحده شد که به ساکنانی که به عنوان تراجنسیتی یا غیر باینری (نه زن یا مرد) شناسایی می‌شوند، پیشنهاد داد که جنسیت خود را به عنوان "X" در مجوزها یا کارت‌های شناسایی خود تعیین کنند. در مارس ۲۰۲۲، جو بایدن، رئیس‌جمهور ایالات متحده آمریکا قانونی را امضا کرد که به تراجنسیتی‌ها و آمریکایی‌های غیر دودویی اجازه می‌دهد تا نشانگر جنسیت "X" را در پاسپورت ایالات متحده خود انتخاب کنند. سایر ایالت‌ها (از جمله واشینگتن، دی.سی.) که به ساکنان تراجنسیتی و غیر باینری اجازه می‌دهند "X" را به عنوان جنسیت خود انتخاب کنند عبارتند از هاوایی، کالیفرنیا، واشینگتن، آیداهو، نوادا، نیومکزیکو، کلرادو، آرکانزاس، ایلینوی، ایندیانا، مینه‌سوتا، ویسکانسین. ویرجینیا، مریلند، پنسیلوانیا، نیویورک (ایالت)، نیوجرسی، کنتیکت، ماساچوست، ورمانت، مین (ایالت)، نیوهمپشایر و رود آیلند. یوتا و اوهایو برای نشانگر جنسیت "X" به تأیید دولتی نیاز دارند. همه ایالت‌های دیگر گزینه جنسیت سوم را ارائه نمی‌دهند.

## استفاده به عنوان شناسنامه و مدرک سن
گواهینامه‌های رانندگی صادر شده در ایالات متحده دارای یک شماره یا کد الفبایی است که توسط اداره وسایل نقلیه موتوری ایالت صادر کننده (یا معادل آن) صادر شده‌است، معمولاً یک عکس از حامل و همچنین یک کپی از امضای حامل، نشانی دارنده نشان می‌دهد. محل اقامت اولیه، نوع یا کلاس مجوز، محدودیت‌ها، تأییدیه‌ها (در صورت وجود)، مشخصات فیزیکی حامل (مانند قد، وزن، رنگ مو و رنگ چشم) و تاریخ تولد. شماره گواهینامه رانندگی صادر شده توسط یک ایالت منحصر به فرد است. به دلیل نگرانی‌های مربوط به سرقت هویت، شماره تأمین اجتماعی اکنون توسط قانون فدرال از نمایش در گواهینامه‌های رانندگی جدید منع شده‌است. در اکثر ایالت‌ها، جهت انطباق با استانداردهای AAMVA، جهت گواهینامه رانندگی برای افراد زیر ۲۱ سال عمودی است در حالی که گواهینامه رانندگی برای افراد بالای ۲۱ سال افقی است. از آنجایی که گواهینامه رانندگی اغلب به عنوان اثبات سن افراد مورد استفاده قرار می‌گیرد، تفاوت در جهت‌گیری باعث می‌شود تا تشخیص اینکه فرد از نظر قانونی مجاز به خرید الکل یا تنباکو است را آسان می‌کند (سن نوشیدن و تنباکو در همه ایالت‌های ایالات متحده ۲۱ سال است). برخی از ایالت‌ها، مانند آریزونا، نیازی به تغییر گواهینامه رانندگی به افقی در سن ۲۱ سالگی ندارند. گواهینامه عمودی تا سن ۶۵ سالگی در ایالت آریزونا منقضی نمی‌شود. اکثر ایالت‌ها نیاز دارند که وقتی یک راننده در یک ایالت اقامت می‌کند، باید گواهینامه صادر شده توسط آن ایالت را در مدت زمان محدود دریافت کند.
از آنجایی که هیچ کارت شناسایی ملی در ایالات متحده وجود ندارد، گواهینامه رانندگی اغلب به عنوان معادل واقعی برای تکمیل بسیاری از معاملات تجاری رایج و دولتی استفاده می‌شود. در نتیجه گواهینامه رانندگی به سرقت رفته و برای سرقت هویت استفاده می‌شود. گواهینامه رانندگی همیشه کارت شناسایی نبود. در بسیاری از ایالت‌ها، گواهینامه رانندگی تا دهه ۱۹۸۰ حتی یک عکس هم نداشت. حمایت مادران مخالف رانندگی در حالت مستی برای تأیید سن شناسنامه عکس دار در ارتباط با افزایش سن نوشیدن به ۲۱ سال برای کاهش مصرف مشروبات الکلی زیر سن قانونی منجر به اضافه شدن عکس‌ها به تمام مجوزهای دولتی شد. نیویورک و تنسی آخرین ایالت‌هایی بودند که در سال ۱۹۸۶ عکس اضافه کردند. نیوجرسی بعداً به رانندگان اجازه داد تا مجوزهای غیرعکسی دریافت کنند، اما این گزینه متعاقباً لغو شد. دارندگان مجوز ورمونت این امکان را دارند که مجوزی بدون عکس دریافت کنند. رانندگان تنسی با سن ۶۰ سال یا بیشتر، قبل از ژانویه ۲۰۱۳، زمانی که گواهینامه عکس برای شناسایی رای لازم بود، این امکان را داشتند که گواهینامه رانندگی بدون عکس داشته باشند. کسانی که مجوزهای معتبر غیرعکس را داشتند، پس از انقضای مجوز فعلی آنها، مجاز به دریافت مجوز عکس بودند. سیزده ایالت به دلایل اعتقاد مذهبی مجوز رانندگی بدون عکس را مجاز می‌دانند: آرکانزاس، ایندیانا، کانزاس، مینه‌سوتا، میسوری، نبراسکا، نیوجرسی، داکوتای شمالی، اورگان، پنسیلوانیا، تنسی، واشینگتن، و ویسکانسین.
موارد بعدی به مجوزها شامل اثر انگشت، بارکد، نوار مغناطیسی، شماره تأمین اجتماعی و ویژگی‌های ضد دستکاری می‌شد که بیشتر آنها برای جلوگیری از سرقت هویت و جلوگیری از استفاده از شناسه‌های جعلی اضافه شدند. ایالت‌ها به آرامی ویژگی‌های دیجیتالی شده را به گواهینامه‌های رانندگی اضافه کرده‌اند که هولوگرام‌ها و بارکدها را برای کاهش جعل در خود جای داده‌اند.